# Fatehpur (ort i Indien, Uttar Pradesh, Bāra Banki)
Fatehpur (hindi: तहसील फ़तेहपुर) är en ort i Indien.   Den ligger i distriktet Bāra Banki och delstaten Uttar Pradesh, i den norra delen av landet, 400 km öster om huvudstaden New Delhi. Fatehpur ligger 128 meter över havet och antalet invånare är 34 010.
Terrängen runt Fatehpur är mycket platt. Runt Fatehpur är det tätbefolkat, med 493 invånare per kvadratkilometer. Närmaste större samhälle är Mahmūdābād, 16,1 km nordväst om Fatehpur. Trakten runt Fatehpur består till största delen av jordbruksmark.